# La Bresse
La Bresse (Duits: Woll) is een gemeente in het Franse departement Vosges in de regio Grand Est. De La Bresse maakt deel uit van het arrondissement Épinal en sinds 22 maart 2015 is het de hoofdplaats van het op die dag opgerichte kanton La Bresse waarin de gemeenten werden opgenomen van het op die dag opgeheven kanton Saulxures-sur-Moselotte, waar La Bresse daarvoor onder viel.

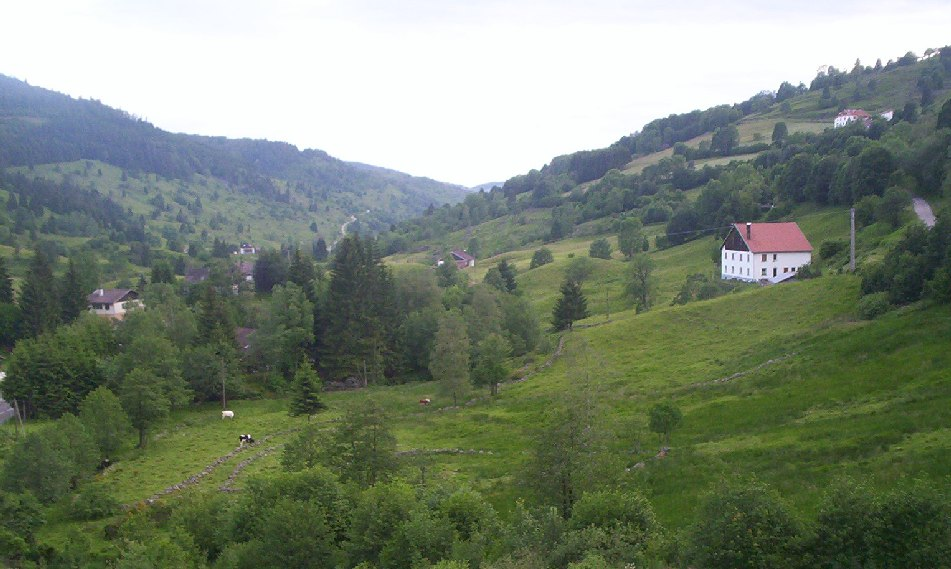
Vallei Chajoux

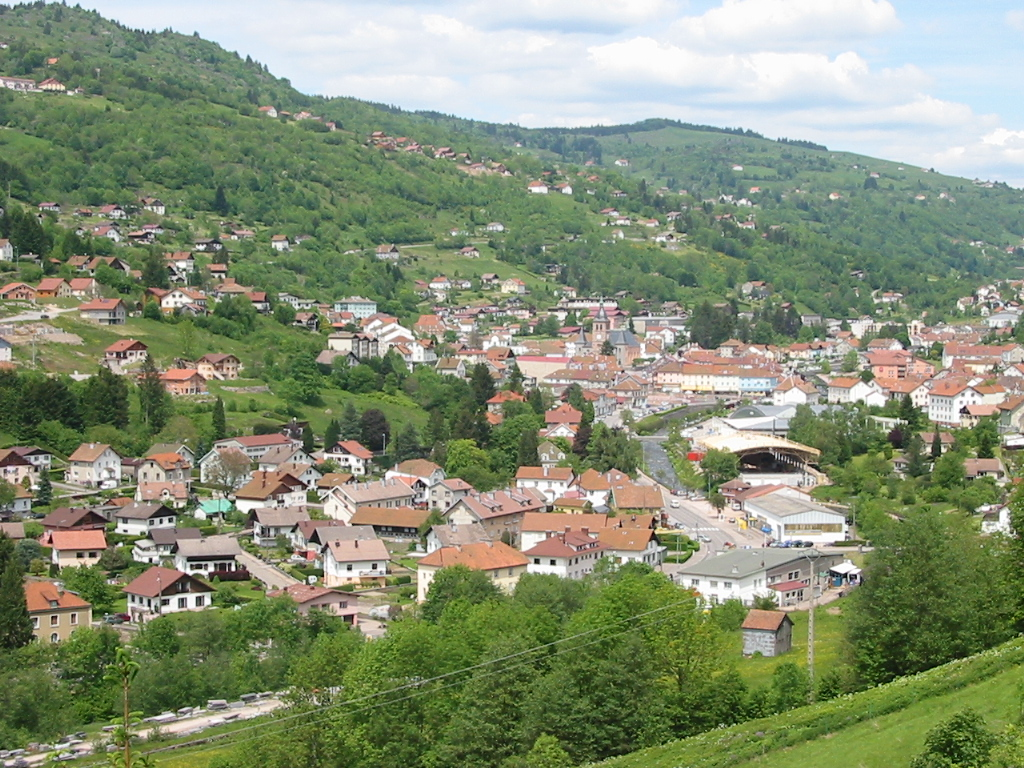
Centrum

## Geografie
De oppervlakte van La Bresse bedraagt 57,7 km², de bevolkingsdichtheid is 85,4 inwoners per km².
De onderstaande kaart toont de ligging van La Bresse met de belangrijkste infrastructuur en aangrenzende gemeenten.

## Demografie
Onderstaande figuur toont het verloop van het inwonertal (bron: INSEE-tellingen).